# Almeidaia romualdoi
Almeidaia romualdoi är en fjärilsart som beskrevs av Lauro Travassos 1937. Almeidaia romualdoi ingår i släktet Almeidaia och familjen påfågelsspinnare. Inga underarter finns listade i Catalogue of Life.